# Ingeborg af Kalundborg
Ingeborg Esbensdatter af Kalundborg, datter af Esbern Snare og  Helena Guttormsdotter, og halvsøster til Knud, hertug af Estland, var en indflydelsesrig dansk godsejer i Kalundborg.
Hun blev gift med stormand, Peder Strangesen (d. 1241). Ingeborg var kendt for sine donationer til Sorø Kloster og Aarhus Domkirke. 
Ingeborg var en magtfuld skikkelse i Danmark på baggrund af sit ejerskab af sin afdøde fars slot i Kalundborg, og blev derfor kaldt "Mægtige Frue" og "Ingeborg af Kalundborg". Hun synes at have favoriseret hertug Eric Abelsens side i hans konflikt med det danske kongehus i 1261. Året efter blev hun tvunget til at forlade Kalundborg og flygtede til Slesvig, hvor hun døde i år 1267.